# Marxism–leninism

Marxism-leninism är en form av marxism, som analyserar det kapitalistiska samhällets utveckling och påvisar hur arbetarklassen ska kunna erövra statsmakten och bygga det socialistiska samhället. Den beskrivs ofta som "marxismen under imperialismens epok". Termen skapades efter Vladimir Lenins död och användes främst av Josef Stalin och hans anhängare.
Den tolkning av Karl Marx och Vladimir Lenins teorier som sammanfattas i termen marxism-leninism formulerades av det sovjetiska kommunistpartiet under ledning av Josef Stalin i början av 1930-talet. Vissa av dess grundteser, till exempel synen på partiets ledande ställning, bygger direkt på Lenin men som helhet är marxism-leninismen en produkt av den så kallade generallinjen i Stalintidens Sovjetunionen.
Synen på termen marxism-leninism och dess innebörd skiljer sig mellan olika delar av den i vid mening marxistiska rörelsen. Trotskister och vissa andra socialistiska riktningar anser att marxism-leninism är liktydigt med stalinism och står i motsättning till såväl marxismen som leninismen. Rosa Luxemburg och andra tidiga marxister såg avgörande skillnader mellan marxism och leninism. Det senare 1900-talets maoistiska rörelser betecknade sig ofta som marxist-leninistiska.
I Sverige företräds marxism-leninismen idag (2024) främst av Kommunistiska Partiet och SKP.